# 金史
『金史』（きんし）は、元朝のトクト（脱脱）らの撰になる金代の歴史書（紀伝体）である。本紀19巻・志39巻・表4巻・列伝71巻の通計135巻。女真族の興起から金朝の建立と滅亡に至るまでが記述されている。後に『金国語解』1巻が付けられた。

## 概要
本書編纂の由来は、元朝のクビライの統治する中統2年（1261年）に、遼朝と金朝の二史の編纂が審議されたことに始まる。朱子学の正統論が問題となり、なかなか史書の形式が決まらず、書物の完成には時間がかかった。
その後、トゴン・テムルは至正3年（1343年）3月に遼朝・金朝・宋朝の三史の編纂を命令の後、中書右丞相トクトを都総裁官（最高責任者）、翰林学士欧陽玄ら6人を総裁官（実質上の責任者）とすると、編纂に従事させることになった。こうして至正5年（1345年）10月、遼朝・金朝・宋朝の三史が完成した。
中国の歴代正史がそうであるように、『金史』もまた多くの史書を下敷きとして成立している。その主だったものを挙げておくと、以下のようになる。
- 皇帝関係
完顔勗の『始祖以下十帝実録』3巻のほか、歴代皇帝の実録である『太祖実録』『太宗実録』『熙宗実録』『海陵実録』『世宗実録』『章宗実録』『宣宗実録』などがある。衛紹王にだけは実録がなかったため、特別に王鶚が遺事を蒐集した。
- その他の資料
利用した資料は多いが、特に金末の記録として名高いのが、元好問の『王辰雑編』、劉祁の『帰潜志』、王鶚の『汝南遺事』、楊奐の『天興近鑒』である。

金・遼・宋の三朝史のうち『宋史』『遼史』は慌ただしく編纂され、多くの誤りが存在する。『金史』は、
1. 比較的均質な『実録』が存在したこと
2. 元好問らの残した比較的信頼できる資料による増訂が行われたこと
3. 元初から何度も編纂が重ねられたこと

などから、比較的綺麗にまとめられた。そのため、三朝史のうち『金史』が最良といわれている。しかし『金史』にも前後矛盾した記事があり、ほかにも重複や史実の誤り、過度の省略、年次の逆転、人物名の混乱などが存在しないわけではない。後に、清の施国祁は『金史詳校』10巻を著すと、『金史』の4000条あまりを校勘・補正し、学界に便益をもたらした。
『金史』の版本はいくつか存在する。既に元の至正年間に印刷出版されたほか、明朝には南北両監本（南監本と北監本）が生まれ、次いで清朝にも四庫本（『四庫全書』収録）や武英殿本（『武英殿聚珍版』所収）が生まれた。清朝の編纂物は、一般に原本の改竄があり、版本としては不適当であるとされる。
近代以後、1935年に商務印書館の出版した百衲本『金史』は、至正年間の135巻（そのうち80巻が初版、55巻が復刻本）と同じ構成であり、長い間最高権威としての地位を保持していた。ただ1975年に中華書局から、新式校点を施した『金史』が出版され、以後にはこの中華書局本が利用されることになった。中華書局本は、百衲本『金史』を底本に、監本・殿本などの各種版本によって校訂を加えたほか、各種資料による補正も附されたものである。また百衲本以前の版本と異なり、句読点を附した点も画期的であった。

## 内容

### 本紀
1. 本紀第一 - 世紀
2. 本紀第二 - 太祖
3. 本紀第三 - 太宗
4. 本紀第四 - 熙宗
5. 本紀第五 - 海陵
6. 本紀第六 - 世宗上
7. 本紀第七 - 世宗中
8. 本紀第八 - 世宗下
9. 本紀第九 - 章宗一
10. 本紀第十 - 章宗二
11. 本紀第十一 - 章宗三
12. 本紀第十二 - 章宗四
13. 本紀第十三 - 衛紹王
14. 本紀第十四 - 宣宗上
15. 本紀第十五 - 宣宗中
16. 本紀第十六 - 宣宗下
17. 本紀第十七 - 哀宗上
18. 本紀第十八 - 哀宗下
19. 本紀第十九 - 世紀補

### 志
1. 志第一 - 天文
2. 志第二 - 暦上
3. 志第三 - 暦下
4. 志第四 - 五行
5. 志第五 - 地理上
6. 志第六 - 地理中
7. 志第七 - 地理下
8. 志第八 - 河渠
9. 志第九 - 礼一
10. 志第十 - 礼二
11. 志第十一 - 礼三
12. 志第十二 - 礼四
13. 志第十三 - 礼五
14. 志第十四 - 礼六
15. 志第十五 - 礼七
16. 志第十六 - 礼八
17. 志第十七 - 礼九
18. 志第十八 - 礼十
19. 志第十九 - 礼十一
20. 志第二十 - 楽上
21. 志第二十一 - 楽下
22. 志第二十二 - 儀衛上
23. 志第二十三 - 儀衛下
24. 志第二十四 - 輿服
25. 志第二十五 - 兵
26. 志第二十六 - 刑
27. 志第二十七 - 食貨一
28. 志第二十八 - 食貨二
29. 志第二十九 - 食貨三
30. 志第三十 - 食貨四
31. 志第三十一 - 食貨五
32. 志第三十二 - 選挙一
33. 志第三十三 - 選挙二
34. 志第三十四 - 選挙三
35. 志第三十五 - 選挙四
36. 志第三十六 - 百官一
37. 志第三十七 - 百官二
38. 志第三十八 - 百官三
39. 志第三十九 - 百官四

### 表
1. 表第一 - 宗室表
2. 表第二 - 交聘表上
3. 表第三 - 交聘表中
4. 表第四 - 交聘表下

### 列伝
1. 列伝第一 后妃上 - 始祖明懿皇后・徳帝思皇后・安帝節皇后・献祖恭靖皇后・昭祖威順皇后・景祖昭粛皇后・世祖翼簡皇后・粛宗靖宣皇后・穆宗貞恵皇后・康宗敬僖皇后・太祖聖穆皇后・太宗欽仁皇后・熙宗悼平皇后・海陵嫡母徒単氏・海陵母大氏・海陵后徒単氏・海陵諸嬖（元妃大氏・昭妃阿里虎・貴妃定哥・麗妃石哥・柔妃弥勒・昭妃阿懶・修儀高氏・昭媛察八・蒲察叉察）
2. 列伝第二 后妃下 - 睿宗欽慈皇后・睿宗貞懿皇后・世宗昭徳皇后・顕宗孝懿皇后・章宗欽懐皇后・衛紹王后徒単氏・宣宗皇后王氏・哀宗皇后徒単氏
3. 列伝第三 始祖以下諸子 - 完顔斡魯・完顔輩魯・完顔謝庫徳・完顔謝夷保・完顔抜達・完顔謝里忽・完顔烏古出・完顔跋黒・完顔劾孫・完顔麻頗・完顔謾都訶・完顔斡帯・完顔斡賽・完顔斡者・完顔昂
4. 列伝第四 宗室 - 完顔勗・完顔宗秀・完顔隈可・完顔胡十門・完顔合住・完顔掴保・完顔衷・完顔斉・完顔朮魯・完顔胡石改・完顔宗賢・完顔撻懶・完顔卞・完顔膏・完顔弈・完顔阿喜
5. 列伝第五 - 石顕・桓赧・散達・烏春・臘醅・麻産・鈍恩・留可・阿疎・奚王回離保
6. 列伝第六 - 歓都・冶訶
7. 列伝第七 太祖諸子 - 完顔宗雋・完顔宗傑・完顔宗強・完顔宗敏
8. 列伝第八 - 撒改・習不失・石土門
9. 列伝第九 - 斡魯・斡魯古勃菫・婆盧火・闍母
10. 列伝第十 - 婁室・銀朮可・麻吉・抜離速・習古廼
11. 列伝第十一 - 阿離合懣・完顔宗道・完顔宗雄・完顔希尹・完顔谷神
12. 列伝第十二 - 完顔宗翰・完顔宗望
13. 列伝第十三 - 盧彦倫・毛子廉・李三錫・孔敬宗・李師夔・沈璋・左企弓・虞仲文・左泌
14. 列伝第十四 - 完顔宗磐・完顔宗固・完顔宗本・完顔杲・完顔宗幹
15. 列伝第十五 - 完顔宗弼・張邦昌・劉豫・完顔昌
16. 列伝第十六 - 劉彦宗・時立愛・韓企先
17. 列伝第十七 - 酈瓊・李成・孔彦舟・徐文・施宜生・張中孚・張中彦・宇文虚中・王倫
18. 列伝第十八 -  完顔済安・完顔道済・斜卯阿里・突合速・烏延浦盧渾・赤盞暉・大撻不野・阿離補
19. 列伝第十九 - 鶻謀琶・迪姑迭・阿徒罕・夾谷謝奴・阿勒根没都魯・黄掴敵古本・蒲察胡盞・夾谷吾里補・王伯龍・高彪・温迪罕蒲里特・伯徳特離補・耶律懐義・蕭王家奴・田顥・趙隇
20. 列伝第二十 - 郭薬師・耶律塗山・烏延胡里改・烏延吾里補・蕭恭・完顔習不主・紇石烈胡剌・耶律恕・郭企忠・烏孫訛論・顔盞門都・僕散渾坦・鄭建充・烏古論三合・移剌温・蕭仲恭・高松・完顔光英・完顔元寿・完顔矧思阿補
21. 列伝第二十一 - 張通古・張浩・張玄素・耶律安礼・納合椿年・祁宰
22. 列伝第二十二 - 完顔杲・耨盌温敦思忠・完顔昂・高楨・白彦敬・張景仁
23. 列伝第二十三 世宗諸子 - 完顔永中・完顔永蹈・完顔永功・完顔永徳・完顔永成・完顔永升
24. 列伝第二十四 - 李石・完顔福寿・独吉義・烏延蒲離黒・烏延蒲轄奴・李師雄・尼厖古鈔兀・孛朮魯定方・夾谷胡剌・蒲察斡論・夾谷査剌
25. 列伝第二十五 - 紇石烈志寧・僕散忠義・徒単合喜
26. 列伝第二十六 - 紇石烈良弼・完顔守道・石琚・唐括安礼・移剌道
27. 列伝第二十七 - 蘇保衡・翟永固・魏子平・孟浩・梁粛・移剌慥・移剌子敬
28. 列伝第二十八 - 趙元・移剌道・高徳基・馬諷・完顔兀不喝・劉徽柔・賈少沖・移剌斡里朶・阿勒根彦忠・張九思・高衎・楊邦基・丁暐仁
29. 列伝第二十九 - 完顔撒改・龐迪・温迪罕移室懣・神土懣・移剌成・石抹卞・楊仲武・蒲察世傑・蕭懐忠・移剌按荅・孛朮魯阿魯罕・趙興祥・石抹栄・敬嗣暉
30. 列伝第三十 - 毛碩・李上達・曹望之・大懐貞・盧孝倹・盧庸・李偲・徒単克寧
31. 列伝第三十一 - 鄆王琮・瀛王瓌・霍王従彝・瀛王従憲・温王玠・完顔洪裕・完顔洪靖・完顔洪熙・完顔洪衍・完顔洪輝・完顔洪烈・完顔按辰・完顔従恪・完顔守忠・完顔玄齢・完顔守純・独吉思忠・完顔承裕・僕散揆臨喜・抹撚史扢搭・完顔宗浩
32. 列伝第三十二 - 夾谷清臣・完顔襄・夾谷衡・完顔安国・瑤里孛迭
33. 列伝第三十三 - 移剌履・張万公・蒲察通・粘割斡特剌・程輝・劉瑋・董師中・王蔚・馬恵迪・馬琪・楊伯通・尼厖古鑑
34. 列伝第三十四 - 黄久約・李晏・李愈・王賁・許安仁・梁襄・路伯達
35. 列伝第三十五 - 裴満亨・斡勒忠・張大節・張亨・韓錫・鄧儼・巨構・賀揚庭・閻公貞・焦旭・劉仲洙・李完・馬百禄・楊伯元・劉璣・康元弼・移剌益
36. 列伝第三十六 - 完顔匡・完顔綱
37. 列伝第三十七 - 徒単鎰・賈鉉・孫鐸・孫即康・李革
38. 列伝第三十八 - 孟鑄・宗端脩・完顔閭山・路鐸・完顔伯嘉・朮虎筠寿・張煒・高竑・李復亨
39. 列伝第三十九 - 完顔承暉・抹撚尽忠・僕散端・耿端義・李英・孛朮魯徳裕・烏古論慶寿
40. 列伝第四十 - 僕散安貞・田琢・完顔弼・蒙古綱・必蘭阿魯帯
41. 列伝第四十一 - 完顔仲元・完顔阿隣・完顔霆・烏古論長寿・完顔佐・石抹仲温・烏古論礼・浦察阿里・奥屯襄・完顔蒲剌都・夾谷石里哥・朮甲臣嘉・紇石烈桓端・完顔阿里不孫・完顔鉄哥・納蘭胡魯剌
42. 列伝第四十二 - 納坦謀嘉・鄒谷・高霖・孟奎・烏林荅与・郭俁・温迪罕達・王拡・移剌福僧・奥屯忠孝・蒲察思忠・紇石烈胡失門・完顔宇・斡勒合打・蒲察移剌都
43. 列伝第四十三 - 程寀・任熊祥・孔璠・范拱・張用直・劉枢・王翛・楊伯雄・蕭貢・温迪罕締達・張翰・任天寵
44. 列伝第四十四 - 張暐・賈益謙・劉炳・朮虎高琪・移剌塔不也
45. 列伝第四十五 - 高汝礪・張行信
46. 列伝第四十六 - 胥鼎・侯摯・把胡魯・師安石
47. 列伝第四十七 - 完顔素蘭翼・陳規・許古
48. 列伝第四十八 - 楊雲翼・趙秉文・韓玉・馮璧・李献甫・雷淵・程震
49. 列伝第四十九 - 古里甲石倫・完顔訛可・撒合輦・強伸・烏林荅胡土・思烈・紇石烈牙吾塔
50. 列伝第五十 - 完顔合達・移剌蒲阿
51. 列伝第五十一 - 完顔賽不・白撒・赤盞合喜
52. 列伝第五十二 - 白華・斜卯愛実・石抹世勣
53. 列伝第五十三 - 完顔奴申・崔立・李琦・聶天驥・赤盞尉忻
54. 列伝第五十四 - 徒単兀典・石盞女魯歓・蒲察官奴・完顔承立
55. 列伝第五十五 - 徒単益都・粘哥荊山・王賓・国用安・時青
56. 列伝第五十六 - 苗道潤・王福・移剌衆家奴・武仙・張甫・張進・靖安民・郭文振・胡天作・張開・燕寧
57. 列伝第五十七 - 粘葛奴申・完顔大婁室・完顔中婁室・完顔小婁室・烏古論鎬・張天綱・完顔仲徳
58. 列伝第五十八 世戚 - 石家奴・裴満忽撻・裴満忽睹・徒単恭・烏古論蒲魯虎・唐括徳温・烏古論粘没曷・蒲察阿虎迭・烏林荅暉・蒲察鼎寿・徒単思忠・徒単繹・烏林荅復・烏古論元忠・烏古論誼・唐括貢・烏林荅琳・徒単公弼・徒単銘・徒単四喜
59. 列伝第五十九 忠義一 -
60. 列伝第六十 忠義二 -
61. 列伝第六十一 忠義三 -
62. 列伝第六十二 忠義四 -
63. 列伝第六十三 文芸上 - 韓昉・蔡松年・呉激・馬定国・任詢・趙可・郭長倩・蕭永祺・胡礪・王競・楊伯仁・鄭子聃・党懐英
64. 列伝第六十四 文芸下 - 趙渢・周昂・王庭筠・劉昂・李経・劉従益・呂中孚・張建・李純甫・王郁・宋九嘉・龐鋳・李献能・王若虚・王元節・麻九疇・李汾・元徳明
65. 列伝第六十五 孝友 隠逸 -
66. 列伝第六十六 循吏 -
67. 列伝第六十七 酷吏 佞幸 - 高閭山・蒲察合住・蕭肄・張仲軻・李通・馬欽・高懐貞・蕭裕・胥持国
68. 列伝第六十八 列女 -
69. 列伝第六十九 宦者 方伎 - 梁珫・宋珪・劉完素・張従正・李慶嗣・紀天錫・張元素・馬貴中・武禎・李懋・胡徳新
70. 列伝第七十 逆臣 - 完顔秉徳・唐括弁・完顔宗言・大興国・徒単阿里出虎・僕散思恭・徒単貞・李老僧・完顔元宜・紇石烈執中
71. 列伝第七十一 叛臣 - 張覚・耶律余睹・移剌窩斡
72. 列伝第七十二 外国上 - 西夏
73. 列伝第七十三 外国下 - 高麗

### 金国語解
- 官称
- 人事
- 物象
- 物類
- 姓氏

### 附録
- 進金史表
- 修史官員
- 金史公文